# Rainer Bock
Pour les articles homonymes, voir Bock (homonymie).
Rainer Bock, né le 31 juillet 1954 à Kiel (Allemagne), est un acteur allemand.

## Biographie

### Petite enfance et éducation
Après avoir terminé ses études, Bock a dirigé un café dans sa ville natale, où il y avait également un programme de cabaret. Après avoir étudié le théâtre dans une école de théâtre privée à Kiel, il fait ses débuts en 1982 en tant qu'acteur de théâtre sur les scènes de Kiel.

## Filmographie

### Acteur

#### Au cinéma
- 1997 : Anwalt Martin Berg - Im Auftrag der Gerechtigkeit
- 1997 : Sterben ist gesünder
- 2000 : Jetzt oder nie - Zeit ist Geld : Makowski
- 2003 : Le Triomphe de la passion
- 2004 : Onkel Wanja
- 2005 : Um Himmels Willen
- 2008 : Einer bleibt sitzen
- 2008 : Im Winter ein Jahr : Richard 'Ritschy' Peters
- 2008 : Todsünde
- 2009 : Hinter blinden Fenstern
- 2009 : Inglourious Basterds : Général Schonherr
- 2009 : Le Ruban blanc : The Docteur
- 2010 : Im Schatten : Nico
- 2010 : Picco (de) : Herr Reinhard
- 2011 : Cheval de guerre : Brandt
- 2011 : Mein bester Feind : SS-Hauptsturmführer Rauter
- 2011 : Qui, à part nous : Verteidiger
- 2011 : Sans identité : Herr Strauss
- 2011 : Tabu - Es ist die Seele ein Fremdes auf Erden : Mari d'Albert Brückner / Grete-Music Professeur
- 2012 : Barbara : Klaus Schütz
- 2012 : D'une vie à l'autre : Hugo
- 2012 : Passion : Inspecteur Bach
- 2012 : Russendisko : Herr Kaminer
- 2012 : Un témoin pour cible : Karl Falkner
- 2013 : Cours sans te retourner : SS-Officer
- 2013 : Hansel & Gretel : Witch Hunters : Maire Engleman
- 2013 : Im Olymp der Kunst
- 2013 : La Voleuse de livres : Bürgermeister Hermann
- 2013 : Tracks : Kurt
- 2013 : Zeugin der Toten
- 2014 : Bornholmer Straße
- 2014 : Dessau Dancers : Hartmann Dietz
- 2014 : Die Auserwählten
- 2014 : Die Seelen im Feuer
- 2014 : Stereo : Wolfgang
- 2014 : Un homme très recherché : Dieter Mohr
- 2014 : Wilsberg
- 2015 : Bella Block
- 2015 : Die kalte Wahrheit
- 2015 : Käthe Kruse
- 2016 : Begierde - Jäger in der Nacht
- 2016 : Der geilste Tag : Dr. Wüst
- 2016 : Kaltfront
- 2016 : Marie Brand und die Spur der Angst
- 2016 : Nachtschicht
- 2016 : Operation Zucker - Jagdgesellschaft
- 2016 : Schrotten ! : Herr Seifert
- 2016 : Terror - Ihr Urteil
- 2017 : Arthur & Claire : Dr. Sebastian Hofer
- 2017 : Die Puppenspieler
- 2017 : Einsamkeit und Sex und Mitleid : Robert / Père
- 2017 : Elaine, portée disparue depuis trois ans
- 2017 : Godless (Jugend ohne Gott) : Trainer
- 2017 : Ich war eine glückliche Frau
- 2017 : La Débutante : Rolf Buschhaus
- 2017 : Runaway (Luna) : Behringer
- 2017 : Wonder Woman : Generalfeldmarschall Paul von Hindenburg
- 2018 : Atlas : Walter Scholl
- 2018 : L'Œuvre sans auteur (Werk ohne Autor) : Dr. Burghart Kroll
- 2019 : Rate Your Date : Bruno
- 2019 : L'Affaire Collini
- Date inconnue : Der König von Köln
- Date inconnue : Exil
- Date inconnue : The Blue Mauritius

### À la télévision
- 2004 : Opération Walkyrie (Stauffenberg, téléfilm)
- 2005 : Pauvres Millionnaires (série télévisée)
- 2008 : Tatort (série télévisée, épisode Nie wieder frei sein, 2010)
- 2010 : Der Kriminalist (série télévisée)
- 2010 : Klimawechsel (série télévisée)
- 2011 : Dreileben (trois téléfilms)
- 2011 : Polizeiruf 110 (Police 110, série télévisée)
- 2012 : Bloch (série télévisée)
- 2012 : Munich 72 : L'Attentat (téléfilm)
- 2012 : Sans raison aucune (téléfilm)
- 2014 : Alles muss raus - Eine Familie rechnet ab (téléfilm)
- 2014 : 1864, amour et trahisons en temps de guerre (série télévisée)
- 2015 : Dengler (série télévisée)
- 2015 : Homeland (série télévisée)
- 2015 : L'Enfant de Buchenwald (téléfilm)
- 2015 : Tod eines Mädchens (téléfilm)
- 2016 : Winnetou & Old Shatterhand : James Bancroft (téléfilm)
- 2016 : Solo für Weiss,  (série télévisée, épisode Es ist nicht vorbei)
- 2017 : Le Renard (série télévisée)
- 2017 : SS-GB (série télévisée)
- 2018 : Das Boot : Gluck
- 2018 : Better Call Saul (série télévisée)
- 2018 : Tannbach (série télévisée)
- 2019 : Der Bergdoktor (série télévisée)
- 2019 : Tod eines Mädchens 2 : Die verschwundene Familie (téléfilm)

## Récompenses et distinctions
- (en) Rainer Bock: Awards, sur l'Internet Movie Database